# Merkurbergbahn
| Ein Wagen der Merkurbergbahn aus dem Jahr 2020                                                                                                  |                     |                    |       |
| Streckenlänge: | 1,192 km            |                    |       |
| Spurweite: | 1000 mm (Meterspur) |                    |       |
| Maximale Neigung: | 580 ‰               |                    |       |
| |                     |                    |       |
| \| \| 1,192 \| Merkur Bergstation \| 657 m \| \| \| \| \| \| \| \| \| Abtsche Weiche \| \| \| \| \| \| \| \| \| 0,000 \| Talstation \| 287 m \| |                     |                    |       |
| Kopfbahnhof Streckenanfang | 1,192               | Merkur Bergstation | 657 m |
| Strecke mit Straßenbrücke |                     |                    |       |
| |                     | Abtsche Weiche     |       |
| Strecke |                     |                    |       |
| Kopfbahnhof Streckenende | 0,000               | Talstation         | 287 m |

Die Merkurbergbahn, auch Merkurbahn genannt, ist eine meterspurige Standseilbahn, die auf den bei Baden-Baden gelegenen Berg Merkur führt. Sie überwindet auf 1192 Meter Fahrstrecke 370 Höhenmeter. Die Strecke hat eine Steigung von 23 % bis maximal 58 %. Die Talstation befindet sich auf 287 m ü. NHN, die Bergstation liegt auf 657 m ü. NHN, elf Meter unter dem eigentlichen Merkur-Gipfel. Die Fahrzeit beträgt rund fünf Minuten.

## Geschichte
Als R. Holzapfel in einer Vorstudie im Auftrag des Stadtrats der Stadt Baden-Baden am 25. April 1907 zum Merkur eine Straßenbahnzubringerlinie empfohlen hatte, legte er mit der Empfehlung einer elektrifizierten Standseilbahn auch die Grundlage der Merkurbahn, die von der Maschinenfabrik Esslingen für die vom Stadtrat bewilligten 251.000 Mark geliefert wurde.
Die Merkurbergbahn wurde am 16. August 1913 eröffnet. Die Bahn benötigte für eine Bergfahrt damals etwa zehn Minuten. Die Fahrkartenerlöse konnten die Betriebskosten decken. Trotz gewisser Erneuerungen in den Jahren 1955/56 und 1958/59 traten in den 1960er-Jahren Mängel auf. Daher wurde aus Sicherheitsgründen der Betrieb der Bahn zum 1. November 1967 eingestellt. Nach einem umfangreichen Umbau ging die Bahn am 27. April 1979 wieder in Betrieb. Seither fährt die Merkurbergbahn schneller, fernüberwacht und fahrerlos. Sie wird von den Fahrgästen ähnlich einer Aufzugsanlage selbst bedient. An guten Tagen wird die Bahn von bis zu 3.500 Fahrgästen benutzt, darunter auch von vielen Gleitschirmfliegern. Zur Revision und Instandhaltung wurden die Wagen der Bergbahn im Jahr 2002 und erneut im Januar 2011 in die Schweiz transportiert. Eine solche Hauptuntersuchung ist alle zehn Jahre fällig; die nach fünf Jahren fällige Untersuchung wird vor Ort ausgeführt. Von Januar 2019 bis Juni 2020 wurde die Merkurbergbahn in mehreren Etappen saniert. Die Maßnahmen umfassten den barrierefreien Umbau der Tal- und Bergstation, die Herstellung neuer Rettungswege sowie den Einsatz neuer Seilbahnwagen und neuer Antriebstechnik.
Betreiber der Merkurbahn sind die Stadtwerke Baden-Baden. Von 1912 bis 1949 war die Talstation der Merkurbergbahn an die Baden-Badener Straßenbahn angebunden, von 1950 bis 1970 übernahm der Oberleitungsbus Baden-Baden diese Funktion. Dieser wurde durch konventionelle Omnibusse abgelöst. Heute enden an der Talstation die Stadtbuslinien 204 und 205.
Schwerbehinderte Menschen, sowie ihre eingetragene Begleitperson zahlen bei der Merkur-Bergbahn jeweils den ermäßigten Fahrpreis für Kinder. Die unentgeltliche Beförderung von schwerbehinderten Menschen mit Schwerbehindertenausweis und Wertmarke wird nicht anerkannt.

## Bilder

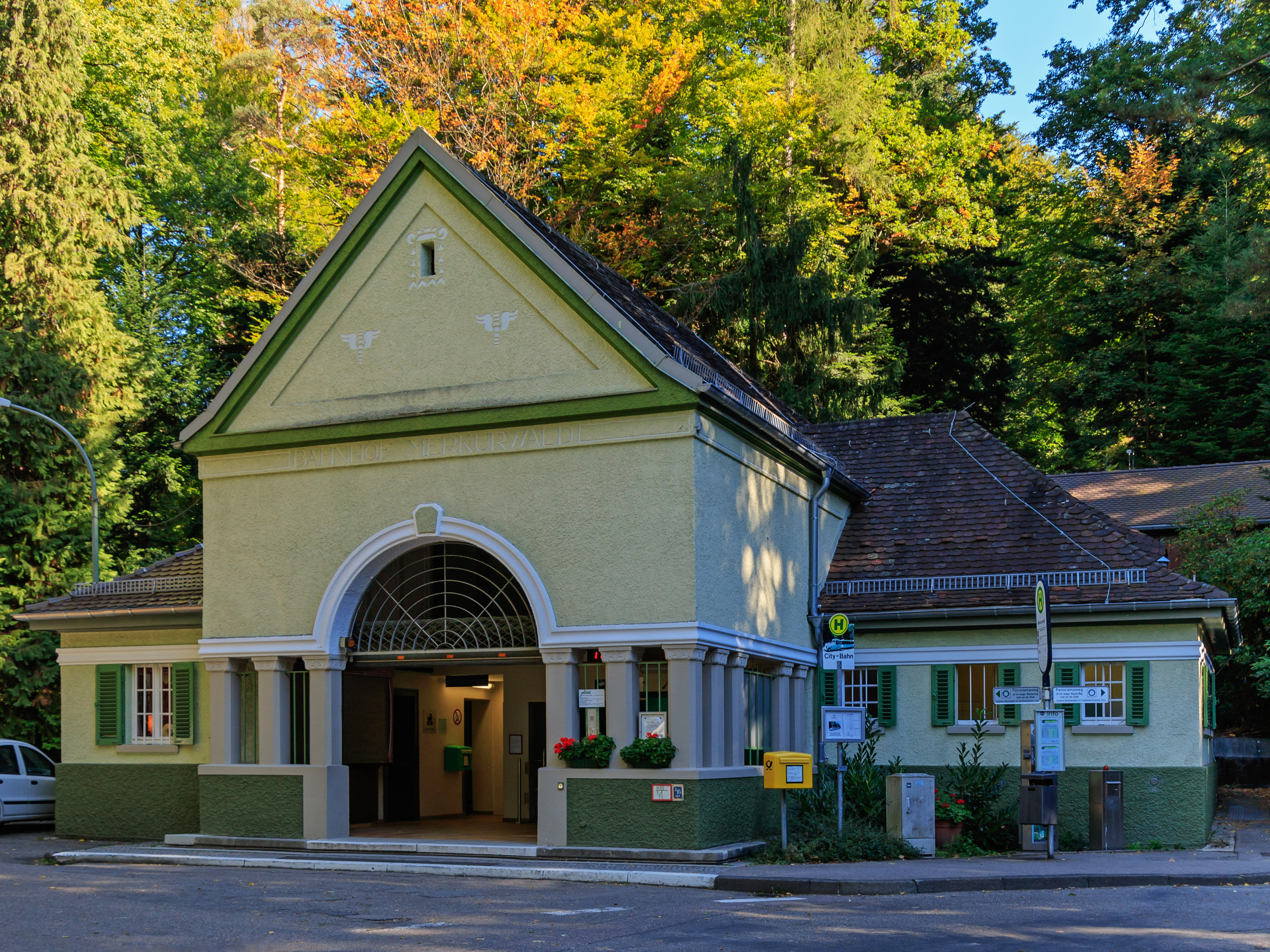
Talstation
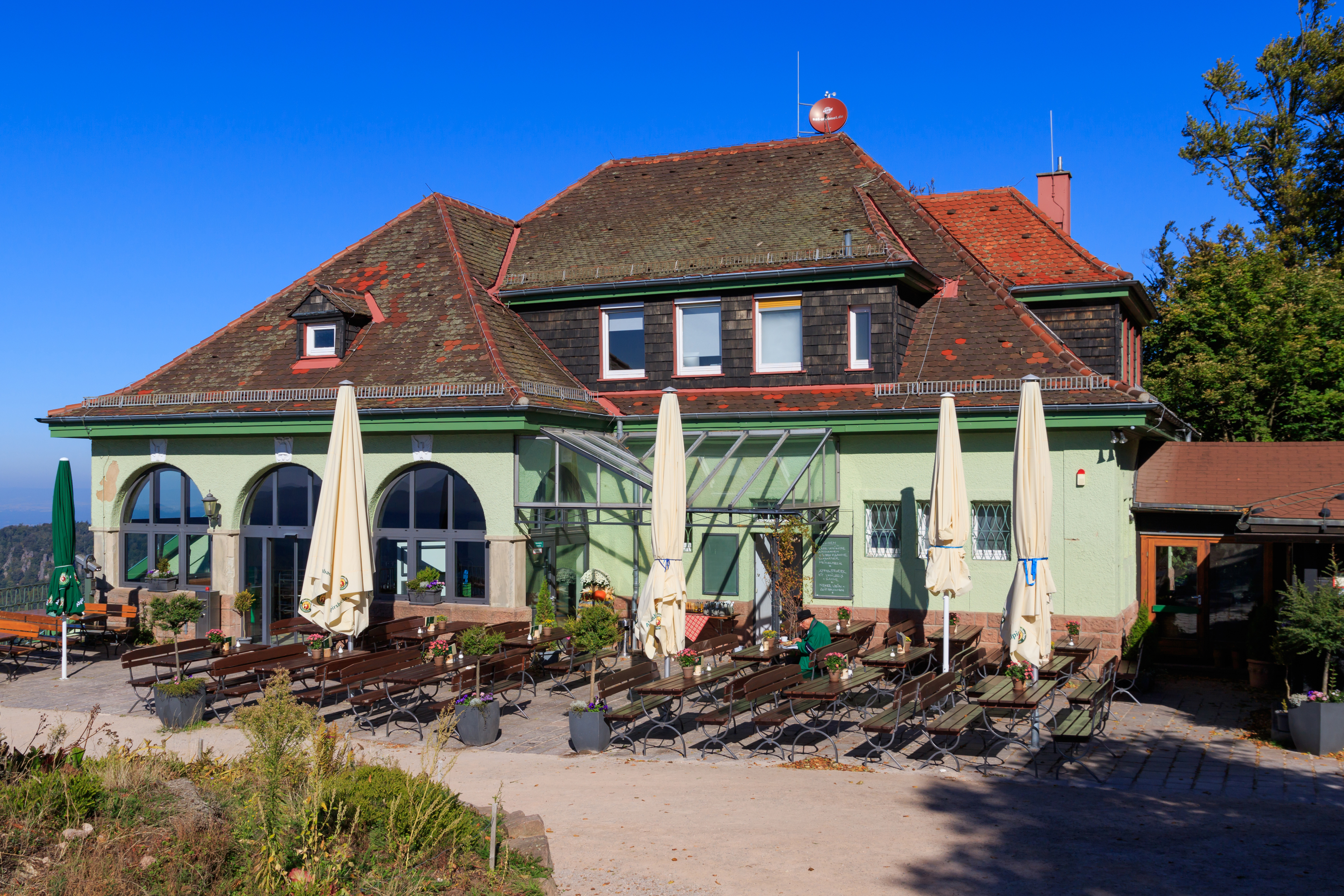
Bergstation
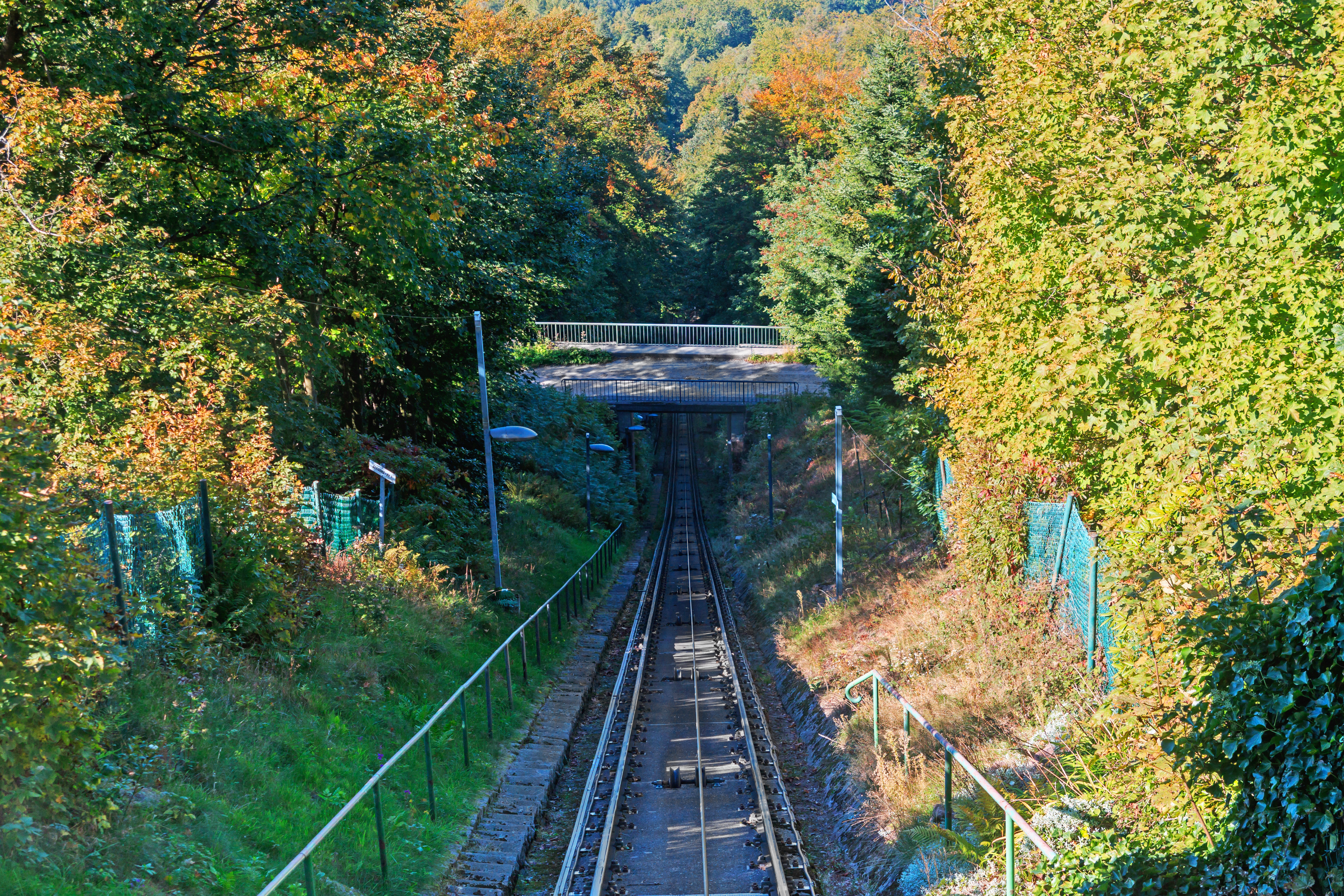
Die Fahrstrecke von der Bergstation aus gesehen
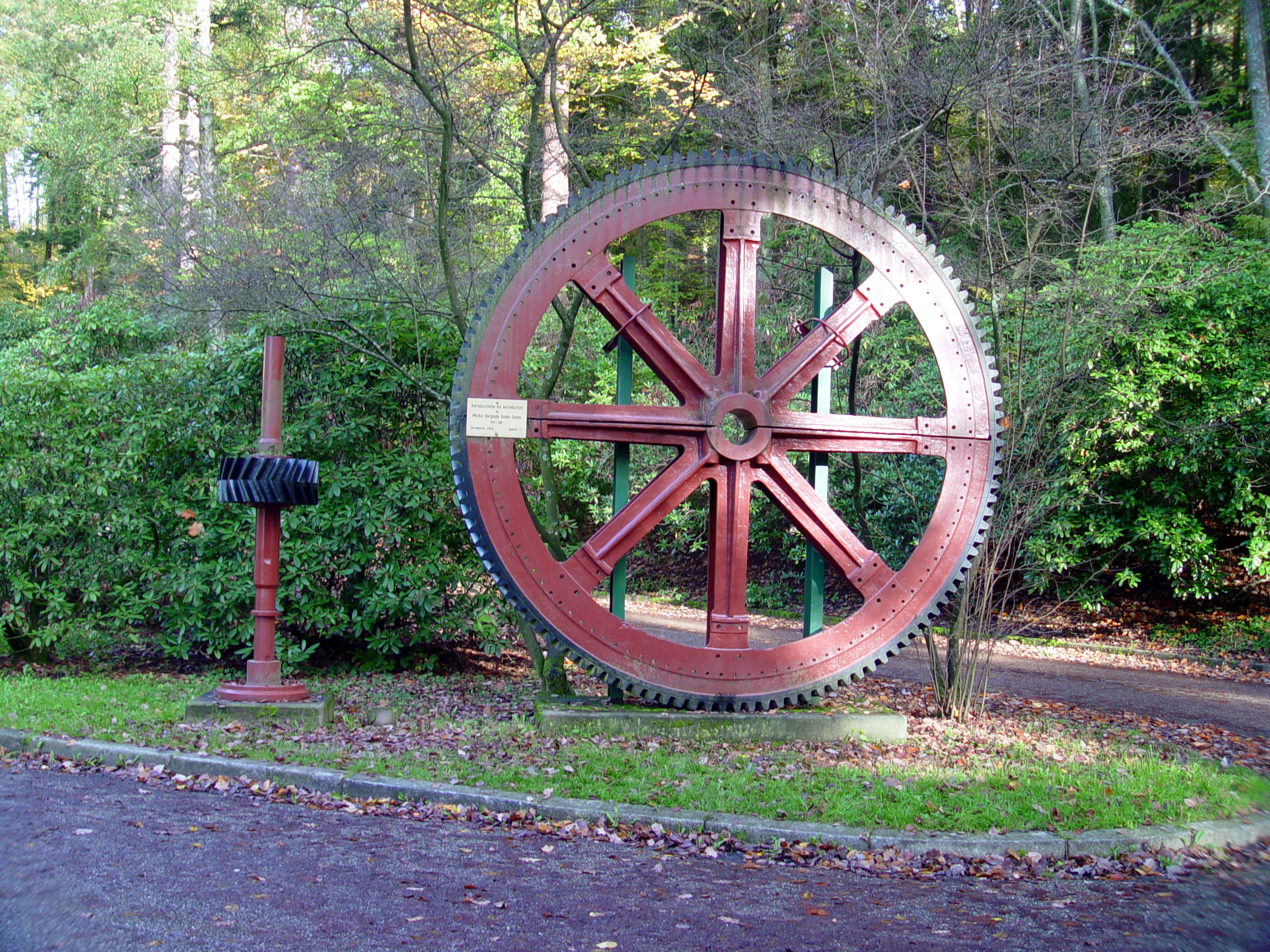
Antriebsscheibe mit Antriebsritzel der Bergbahn von 1913–1967, heute an der Talstation aufgestellt
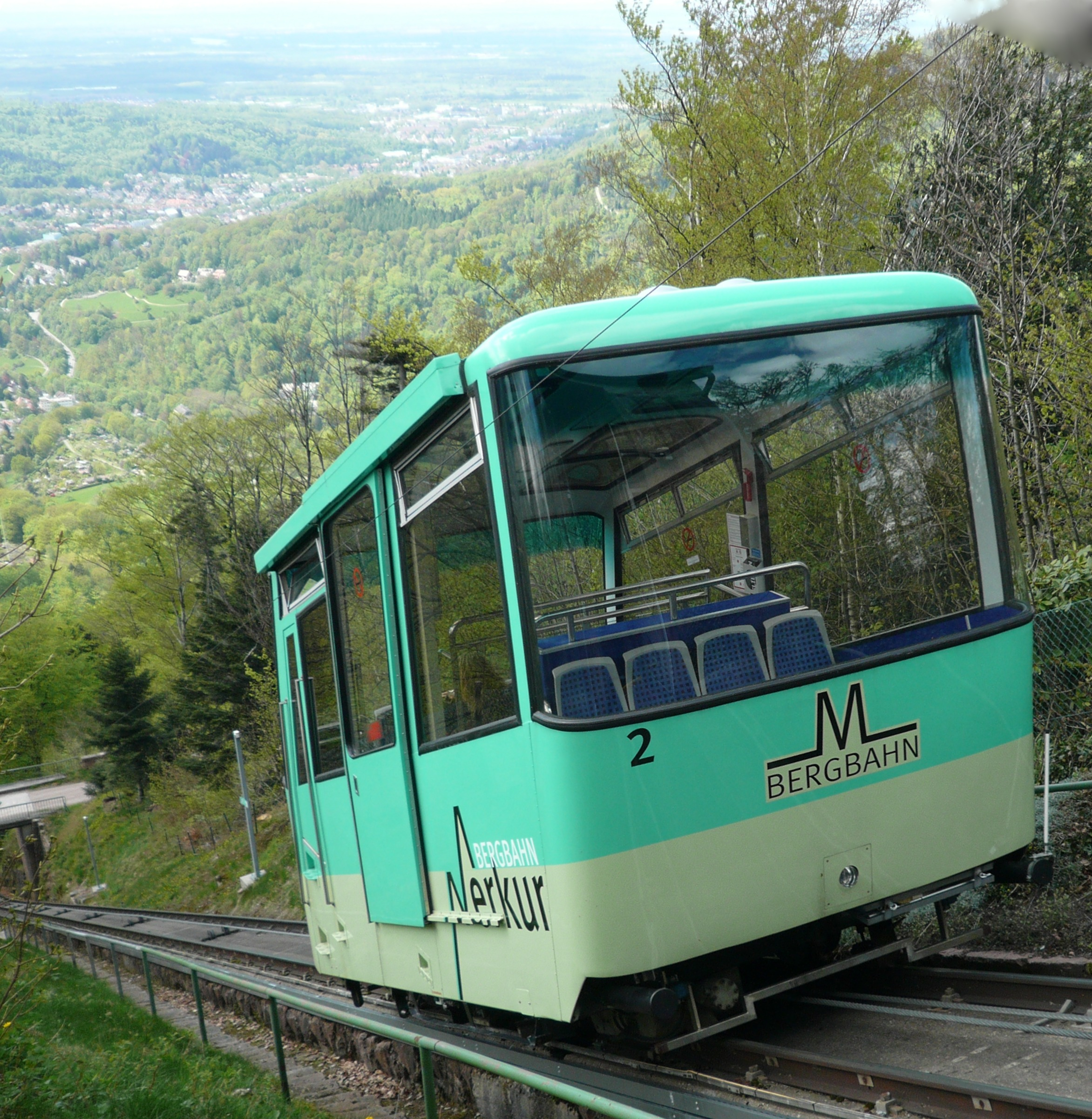
Wagen der Bahn von 1979 bis 2020